# Jean-Philippe Yon
Jean-Philippe Yon, né le 14 juillet 1971, à Rouen, est un coureur cycliste français, devenu ensuite directeur sportif.

## Palmarès
- 1989
  - Tour de Lorraine juniors
- 1990
  - Prix de la Saint-Laurent
- 1995
  - 3e de Paris-Fécamp
  - 3e du Grand Prix de la Saint-Laurent
  - 3e de la Route d'or du Poitou
- 1997
  - 3e de la Flèche finistérienne
- 1998
  - Grand Prix de Lignac
  - Grand Prix Rustines
  - 2e du Prix du Calvaire
  - 2e du Prix de la Saint-Laurent
  - 3e du Prix des blés d'or
- 1999
  - Champion de Normandie sur route
  - 2e de Paris-Rouen
  - 3e du Grand Prix des Flandres françaises
- 2000
  - Classement général du Tour Nivernais Morvan
  - 1re étape du Tour de Normandie
  - Grand Prix de Lys-lez-Lannoy
- 2001
  - 2e étape des Trois Jours de Cherbourg
  - 3e du Grand Prix des Flandres françaises
  - 3e du Trophée des champions
  - 3e de Paris-Rouen
  - 3e du Circuit des deux provinces
  - 3e du Prix de la Saint-Laurent
- 2002
  - Grand Prix de Lignac
  - 2e étape des Trois Jours de Cherbourg
- 2003
  - Boucles de l'Austreberthe
  - Grand Prix de Blangy-sur-Bresle
- 2004
  - Champion de Normandie sur route
  - 2e du Grand Prix de Blangy-sur-Bresle
  - 3e du Grand Prix des Flandres françaises
- 2005
  - Grand Prix de Luneray
- 2006
  - Grand Prix de Blangy-sur-Bresle
  - 3e des Boucles de la Loire
  - 3e des Trois Jours de Cherbourg